# 벽방산
벽방산(碧芳山)은 대한민국 경상남도 통영시와 고성군에 걸쳐 있는 높이 650m의 산이다.

## 유래
일명 벽발산(碧鉢山)이라고도 불린다.
옛 《통여지(統營志)》는 '산세가 마치 거대한 뱀이 꿈틀거리는 위세를 하였으며, 그 중 한 산맥이 굳세게 옆으로 뻗치다가 곧장 바다 속으로 들어가 터전을 열었다'고 했다.

## 같이 보기
- 한국의 산